# Forma farmacéutica

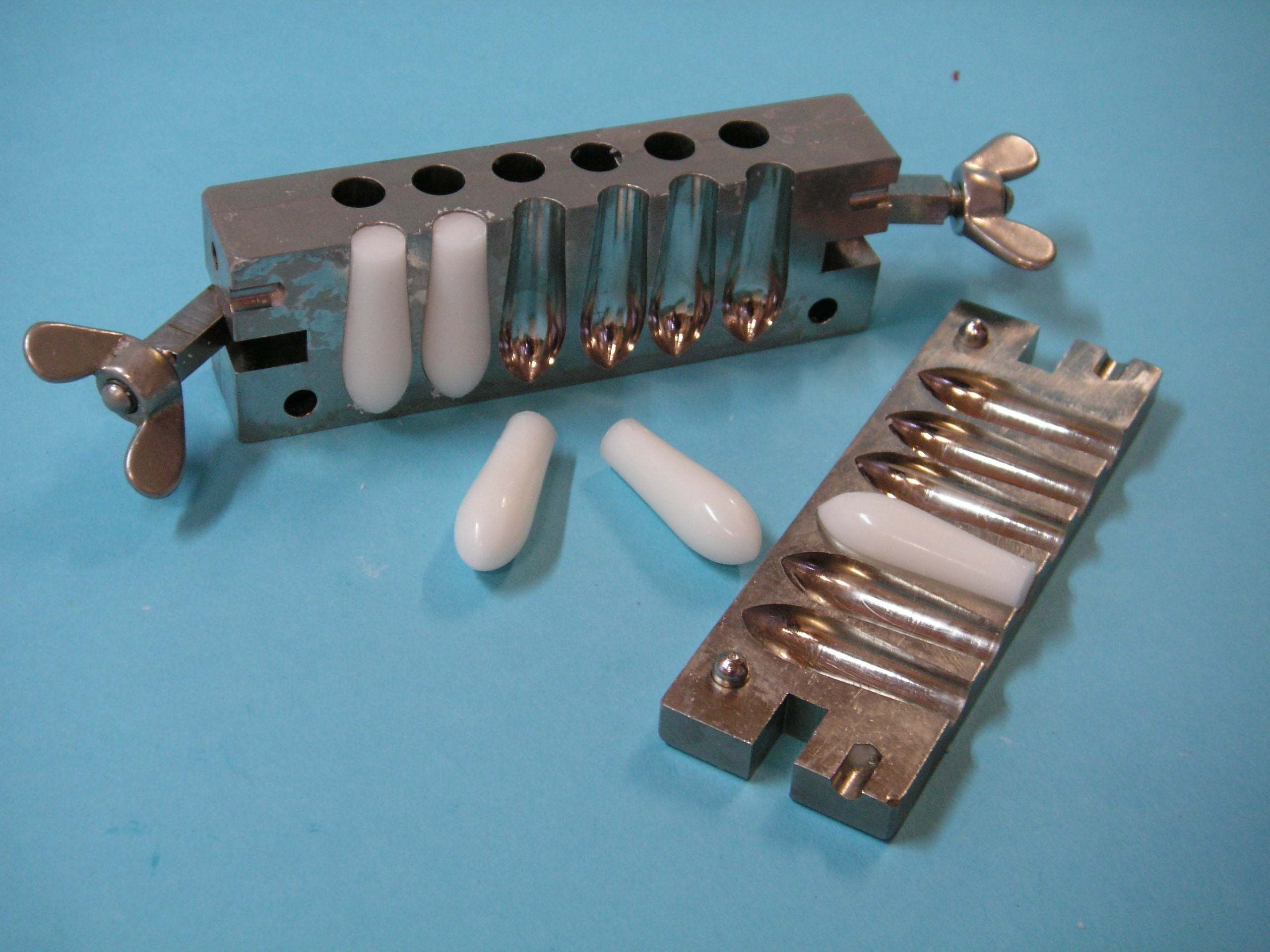
Supositorios y antiguos moldes de fabricación

Una forma farmacéutica o forma galénica es el medio por el que se adaptan los principios activos y excipientes para constituir un medicamento y permitir la administración de dicha sustancia al organismo. Se define por la combinación de la forma en la que el fabricante presenta el producto farmacéutico y la forma en la que es administrada.
Las formas farmacéuticas son creadas bajo procedimientos farmacotécnicos. Una regla es que los excipientes de las formas farmacéuticas sean inertes, es decir, que no posean actividad biológica. La importancia de la forma farmacéutica reside en que determina la eficacia del medicamento, ya sea liberando el principio activo de manera lenta, o en su lugar de mayor eficiencia en el tejido diana, evitar daños al paciente por interacción química, solubilizar sustancias insolubles, mejorar sabores, mejorar aspecto, etc.

## Antecedentes
La droga bruta original, por ejemplo, hoja de belladona o corteza de quina, no se presta tal cual es, para ser administrada o formar parte de un medicamento. Para que esto sea posible, debe transformársela mediante métodos de farmacotecnia a fin de que adquiera características físicas y morfológicas particulares que faciliten su administración y acción farmacológica.
Las características físicas y morfológicas constituyen la esencia de la 'forma', que es particular para cada uno de los géneros preparados. Existen muchas formas farmacéuticas y esto se debe a que no todos los fármacos pueden administrarse por una sola vía. Por ejemplo, la neomicina solo puede administrarse por vía tópica, o por vía oral. En inyectable no puede emplearse. Del mismo modo, existen productos que se inactivan en el estómago y por tanto deben ser inyectados, como ciertas hormonas.
Las formas farmacéuticas también implican rapidez de acción. Los supositorios de paracetamol actúan más rápido por la vía rectal que ingerida.

## Tipos de formas farmacéuticas
En base a la vía de administración podemos clasificar las formas farmacéuticas en las siguientes categorías:

### Formas orales líquidas
No plantean problemas de disgregación o de disolución en el tubo digestivo, lo que condiciona una acción terapéutica más rápida. Por el contrario no están protegidas, en caso de reactividad, frente a los jugos digestivos. Resultan de elección particularmente en niños. Los líquidos para administración oral son habitualmente soluciones, emulsiones o suspensiones que contienen uno o más principios activos disueltos en un vehículo apropiado. Los vehículos pueden ser:
- Acuosos: sirven para disolver principios activos hidrosolubles. Los más comunes son los jarabes (que contienen una alta concentración de azúcar, hasta un 64% en peso).
- Mucílagos: líquidos viscosos resultantes de la dispersión de sustancias gomosas (goma arábiga, tragacanto, agar, metilcelulosa) en agua. Se usan, sobre todo, para preparar suspensiones y emulsiones.
- Hidroalcohólicos: los elixires son soluciones hidroalcohólicas (25% alcohol) edulcoradas utilizadas para disolver sustancias solubles en agua y alcohol.

Estas formas líquidas pueden contener también sustancias auxiliares para la conservación, estabilidad o el enmascaramiento del sabor del preparado farmacéutico: conservantes, antimicrobianos, antioxidantes, tampones, solubilizantes, estabilizantes, aromatizantes, edulcorantes y colorantes autorizados.
Las formas farmacéuticas líquidas para administración oral más usuales son:
- Gotas orales: Son soluciones en las que el principio activo está concentrado y permiten el ajuste posológico según las necesidades del paciente.
- Soluciones orales: Soluciones donde el principio activo se encuentra disuelto completamente en el líquido vehiculizante.
- Suspensiones orales: Son mezclas heterogéneas formadas por un sólido en polvo o pequeñas partículas insolubles que se dispersan en un medio líquido. Deben ser agitadas antes de su uso para garantizar la máxima homogeneidad del producto y la correcta dosificación del principio activo.
- Soluciones o suspensiones extemporáneas orales: Son aquellas soluciones o suspensiones que deben prepararse al momento de administrarlas debido a su baja estabilidad. La preparación extemporánea de un medicamento suele indicar la concentración de principio activo que contiene la preparación extemporánea reconstituida. Dentro de esta categoría podemos encontrar también los sobres, que pueden contener polvo para suspensión oral, polvo efervescente, gránulos efervescentes, etc.
- Jarabes: Forma farmacéutica que consiste en una solución acuosa con alta concentración de azúcares tales como sacarosa, sorbitol, dextrosa, etc.; de consistencia viscosa, en la que se encuentra disuelto el principio activo.[5]
- Tisanas: Las tisanas contienen una baja concentración de principios activos. Se preparan a partir de una o varias hierbas medicinales y pueden ser endulzadas para mejorar su sabor. Existen diferentes preparaciones:
  - Infusiones: Se extraen las propiedades de las plantas vertiendo agua caliente sobre ella y dejando reposar durante 5 o 10 minutos.
  - Decocciones: Se hierven las plantas durante 3-30 minutos a fuego lento para extraer los principios activos. Generalmente se utiliza para las partes más duras de algunas plantas como tallos o raíces.
  - Maceraciones: Se deja reposar la hierba medicinal en agua desde horas hasta semanas para extraer el principio activo.

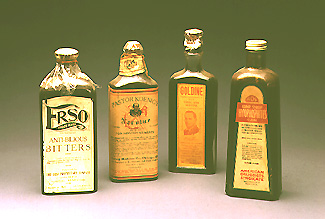
Elixires de principios de siglo.

- Elixires: Forma farmacéutica que consiste en una solución hidroalcohólica que contiene el principio activo; contiene generalmente sustancias saborizantes, así como aromatizantes. El contenido de alcohol puede ser del 5 al 18%.[5]
- Viales o ampollas orales: Presentaciones monodosis en envases de cristal o plástico. Son soluciones que pueden ser acuosas, hidroalcóholicas u oleosas.

### Formas orales sólidas

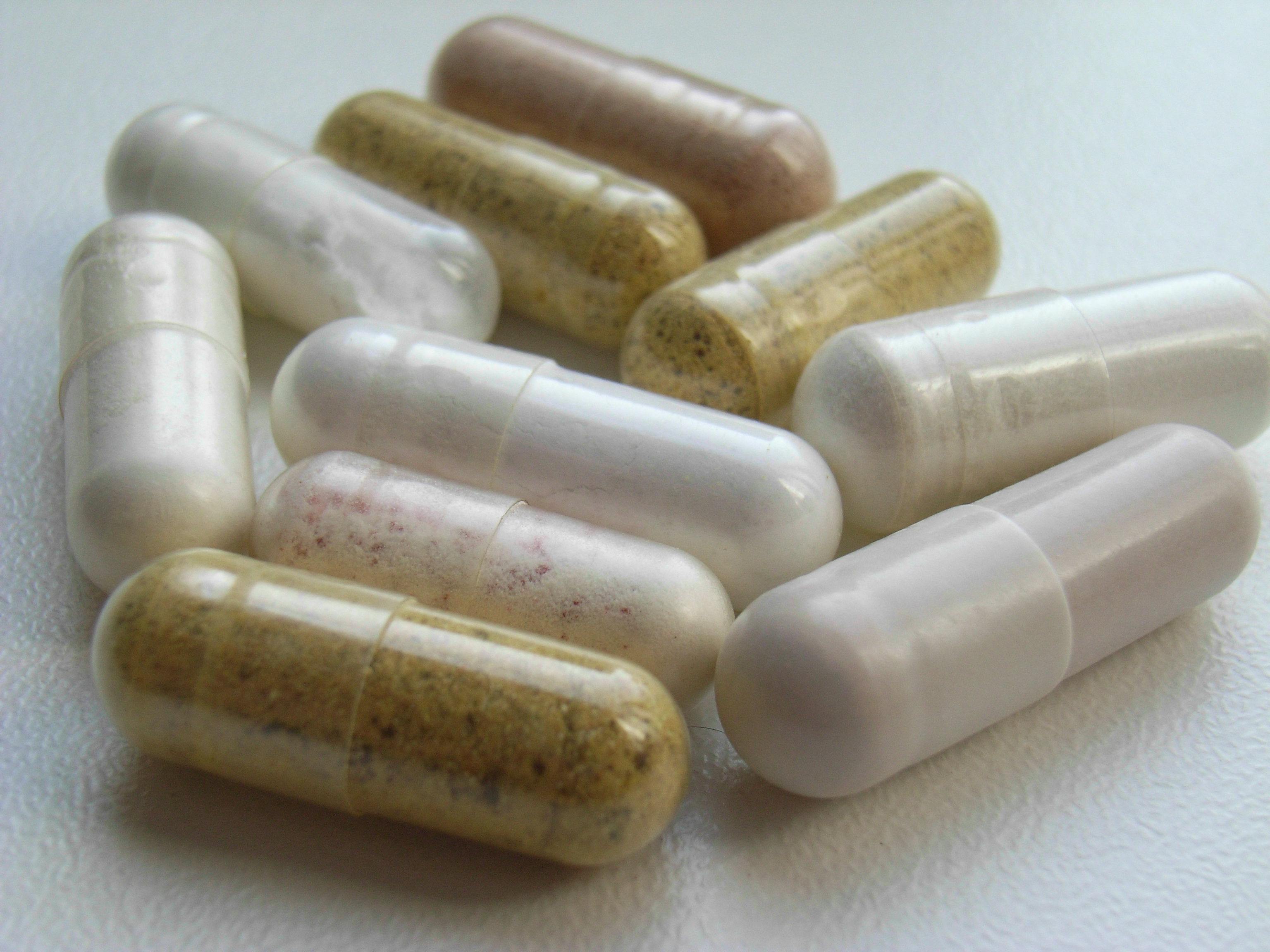
Cápsulas.

Las formas sólidas, presentan una mayor estabilidad química debido a la ausencia de agua, lo que les confiere tiempos de reposición más largos. Además, estas formas galénicas permiten resolver posibles problemas de incompatibilidades, enmascarar sabores desagradables e  incluso regular la liberación de los principios activos.
Las formas farmacéuticas sólidas más frecuentes para administración oral son:
- Comprimidos: Se obtienen aglomerando por compresión una mezcla de principio activo y excipientes que permitan la aglomeración. Generalmente, se administran por deglución del comprimido completo. Existen tipos de comprimidos para su disolución en agua: comprimidos efervescentes o comprimidos dispersables, y comprimidos para su disolución directa en la boca: comprimidos bucodispersables.
- Cápsulas: Las cápsulas son preparaciones de consistencia sólida formadas por un receptáculo de forma y capacidad variable, que contienen una unidad posológica de medicamento. Este contenido puede ser de consistencia sólida, líquida o pastosa y estar constituido por uno o más principios activos. El receptáculo se deshará por la acción de los jugos gástricos o entéricos, según la formulación, liberando entonces el principio activo. Podemos distinguir dentro de esta categoría cápsulas duras y cápsulas blandas.
- Gránulos: Agregados de partículas de polvos que incluyen principios activos, azúcares y coadyuvantes diversos. Se presentan en forma de pequeños granos de grosor uniforme, forma irregular y más o menos porosidad. Existen granulados de distintos tipos: efervescentes, recubiertos, gastrorresistentes y de liberación modificada.
- Píldoras: Preparaciones sólidas y esféricas, destinadas a ser deglutidas íntegramente. Cada unidad contiene uno o más principios activos interpuestos en una masa plástica. Se encuentran en franco desuso habiendo sido desplazadas por los comprimidos y cápsulas.
- Grageas: Preparaciones sólidas recubiertas de azúcares para proteger o enmascarar el interior que contiene el principio activo.
- Pastillas. Se diferencian de las píldoras por el tamaño y de los comprimidos por la técnica de elaboración. Sus constituyentes principales son la sacarosa, un aglutinante y uno o más principios activos.
- Pastillas oficinales o (trociscos): Presentan una consistencia semisólida y están constituidas primordialmente por los principios activos y goma arábiga como aglutinante. Suelen recubrirse, para su mejor conservación, con parafina o azúcar en polvo (escarchado). Se emplean para la vehiculización de antitusígenos y antisépticos pulmonares y antibióticos como la oxitetraciclina.
- Liofilizados: Son preparaciones farmacéuticas que se acondicionan en forma de dosis unitarias y se liofilizan a continuación. Son formas muy porosas e hidrófilas y fácilmente dispersables en agua.

### Formas rectales sólidas
La vía rectal puede utilizarse para conseguir efectos locales o sistémicos. En este último caso, solo se debe considerar como una alternativa a la vía oral cuando esta no pueda utilizarse, ya que la absorción por el recto es irregular, incompleta y además muchos fármacos producen irritación de la mucosa rectal. Uno de los pocos ejemplos en los que esta forma farmacéutica tiene una indicación preferente es el tratamiento de las crisis convulsivas en niños pequeños (diazepam).
- Supositorios: Son preparados de consistencia sólida y forma cónica y redondeada en un extremo. Tienen una longitud de 3-4 cm y un peso de entre 1-3 g. Cada unidad incluye uno o varios principios activos, incorporados en un excipiente que no debe ser irritante, el cual debe tener un punto de fusión inferior a 37 °C. Los excipientes de los supositorios pueden ser:
  - Liposolubles: Son los más utilizados; entre ellos se encuentran la manteca de cacao, los glicéridos semisintéticos y los aceites polioxietilenados saturados.
  - Hidrosolubles: polietilenglicoles (PEG). Hay muchas otras sustancias que se incluyen en ellos.[6] Hay dos tipos de supositorios, el primero de ellos es el supositorio de glicerogelatina y el segundo de ellos es el Polietilenglicol y los supositorios de PEG. Los supositorios PEG son buenos para los efectos a largo plazo del sistema, pero los supositorios de glicerogelatina son para los efectos locales y rápidos, ya que se disuelven rápidamente.

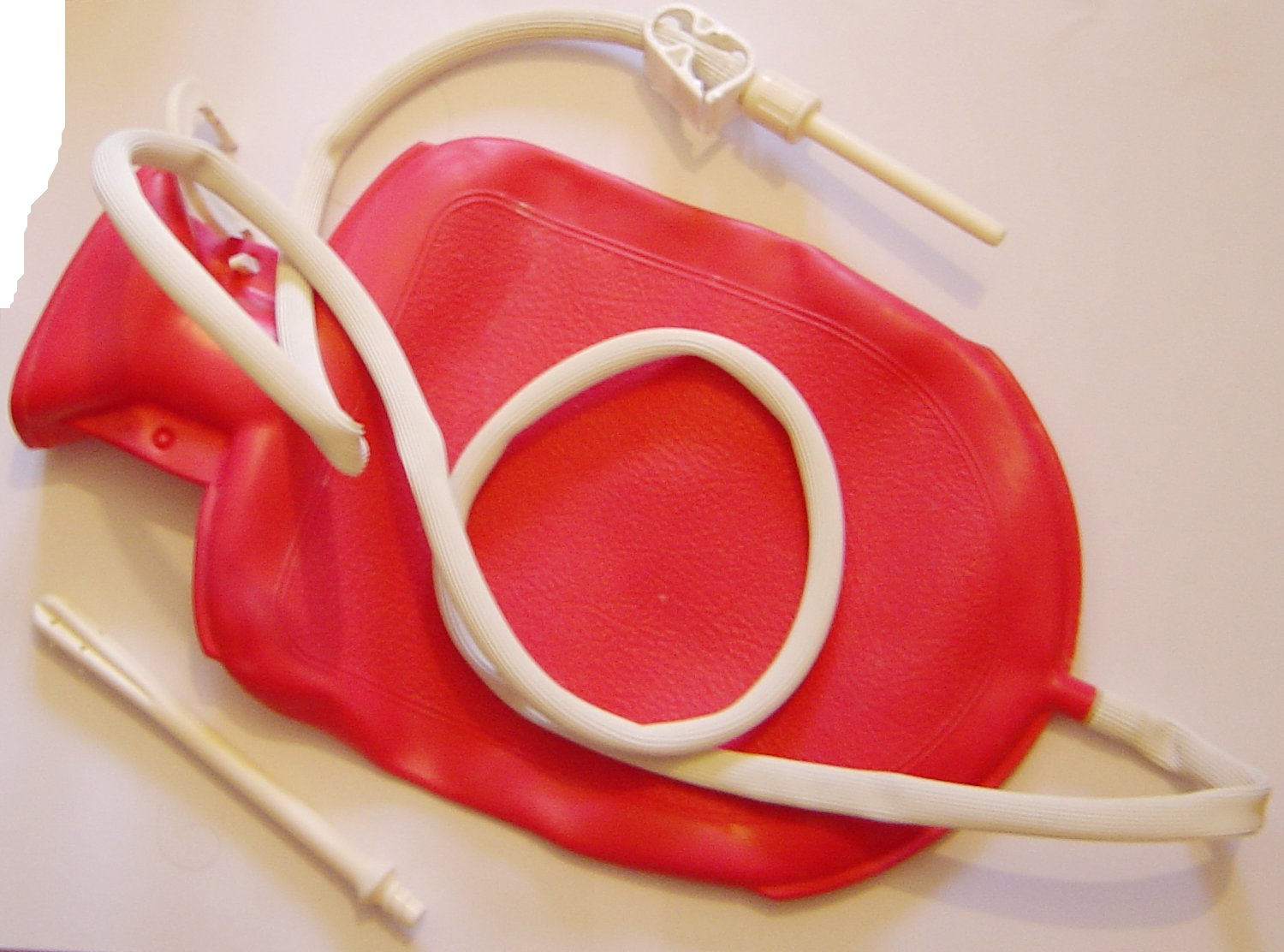
Bolsa para aplicación de enema.

### Formas rectales líquidas
- Enemas: Son formas galénicas líquidas, de composición variable, destinadas a ser administradas por vía rectal, empleando para ello dispositivos especiales. Pueden tener como objetivo la vehiculización de un principio activo (enemas medicamentosos), el vaciado de la ampolla rectal (enemas evacuantes) o el administrar una sustancia radio-opaca para la realización de estudios radiológicos (enemas opacos). También podemos encontrar microenemas que son versiones de tamaño más reducido para la aplicación de pequeñas cantidades de producto, por ejemplo, laxantes.

### Formas vaginales sólidas
- Óvulos vaginales: Formas farmacéuticas similares a los supositorios preparadas para administración por vía vaginal.
- Comprimidos vaginales.

### Formas tópicas
La vía tópica utiliza la piel y las mucosas para la administración de un fármaco. Así pues, esto incluye mucosa ocular y genital.
La característica de esta vía es que se busca fundamentalmente un efecto a nivel local, no interesando la absorción de los principios activos.
| POLVOS                                                                                  | Loción agitable (Líquido + Polvo)   | LÍQUIDO               |
|                                                                                         | Pasta al agua (Líquido+Polvo+Grasa) |                       |
| Pasta (Grasa+Polvo)                                                                     | GRASA                               | Crema (Grasa+Líquido) |
| Tabla de tres entradas, con las posibles combinaciones entre Grasas, líquidos y polvos. |                                     |                       |

- Soluciones tópicas: son preparados líquidos en los que el principio activo se encuentra solubilizado por completo en el medio vehiculizante.
- Suspensiones tópicas: son preparados líquidos en los que el principio activo se encuentra dispersado en el medio vehiculizante. Es importante agitar el preparado antes de cada uso para garantizar la máxima homogeneidad y la correcta dosificación del medicamento.
- Pomadas y Ungüentos: Son preparados a base de grasas o sustancias equivalentes que presenten aspecto semisólido a 25 °C. Es esta propiedad física lo que realmente las define ya que la composición química es enormemente variada.[7] El término pomada es habitualmente usado en la literatura hispánica, mientras que el término ungüento es de uso preferente en el ámbito anglosajón, aunque por efecto de la preponderancia científica, este se va extendiendo como forma principal de uso. Entre no entendidos se aplica el término pomada a cualquier presentación sólida de aplicación en la piel, sea crema, gel o pomada, de la misma forma que llaman pastilla a la mayoría de las formas galénicas de administración oral. Sus indicaciones son amplias: mejoran la piel seca y agrietada, son excelentes para retirar costras o escamas y son medianamente toleradas en zonas pilosas. Admiten multitud de principios activos bien en solución, los principios activos liposolubles, bien en forma de polvo o en dispersión coloidal para los insolubles en grasas. Su contraindicación más importante son los procesos inflamatorios agudos, tanto más contraindicada cuanto más húmedo sea el proceso. Por su naturaleza grasa son más oclusivas que otras formas tópicas, lo que favorece la penetración de los principios activos.
- Emulsiones. Son preparados elaborados a partir de una fase grasa, una fase acuosa y un emulgente. El principio activo puede solubilizarse o suspenderse en alguna de las fases según su afinidad y estabilidad. Podemos distinguir Emulsiones O/W y Emulsiones W/O en función de cuál sea la fase externa y cuál la fase interna de la emulsión. Atendiendo al porcentaje graso de la emulsión podemos distinguir leches, cremas, bálsamos, etc.

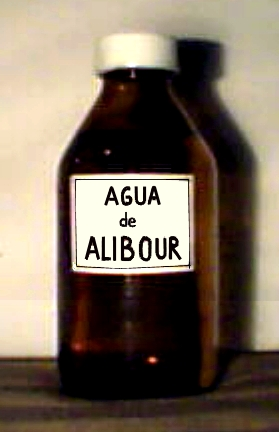
Agua de Alibour.

- Lociones. También conocidas en dermatología como curas húmedas abiertas son muy útiles en inflamaciones superficiales como el eccema. Se colocan compresas empapadas en ciertos líquidos en las zonas secretantes y se cambian cada 5-10 minutos, o bien se añade de forma periódica líquido, de tal manera que se evite la desecación por efecto del calor de la piel. Esto se suele mantener durante 2 horas tres veces al día. El objetivo es el enfriamiento que consigue la evaporación del líquido, que actúa como antiinflamatorio. Además tienen propiedades antipruriginosas y vasoconstrictoras. Jamás irritan y no tienen riesgos en su uso. Los líquidos utilizados pueden ser el suero fisiológico, etanol al 10%, el permanganato potásico al 0.01% o la solución de Burow, compuesta por agua, subacetato de plomo y sulfato alumínico potásico. Una loción clásica de la Farmacopea Española sería el Agua de Alibour, compuesta por una solución hidroalcohólica al 1% y sulfato de cobre, sulfato de cinc y alcanfor e indicada en el tratamiento del impétigo, dermatitis sobreinfectadas y dermatosis exudativas.[8]
- Toques o pincelaciones: Se suelen utilizar para descostrar heridas o lesiones dérmicas. Se utiliza el etanol al 10 % al que se le puede añadir glicerina al 5 %. El etanol puede causar quemazón, por lo que se desaconseja en región genital y cara. Una forma especial serían las pincelaciones secantes de la Farmacopea Alemana que son en realidad lociones agitables, constituidas a partes iguales en peso de polvos y líquido, aunque son algo más cosméticas con una proporción algo inferior de polvos. A estas lociones se les puede añadir principios activos en forma de líquido o de polvo. Las indicaciones son las mismas que las de los polvos, ya que en realidad lo que se busca es el depósito de estos sobre la piel al evaporarse el líquido de la formulación.[7]
- Tinturas: Son preparaciones líquidas, coloreadas (de donde su nombre), resultado de la mezcla de hidroalcoholes con drogas secas a temperatura ambiente. Sus propiedades dependen del fármaco añadido, aunque en líneas generales son antisépticas y antipruriginosas. Lo más habitual suele ser el uso de soluciones de etanol, éter o cloroformo con productos como el mentol, fenol, fucsina, eosina, violeta de genciana o breas. Si resecan demasiado se puede añadir aceite de ricino al 1%. Se suelen administrar una vez al día y se retiran los restos al día siguiente antes de la nueva aplicación.
- Linimentos: Forma farmacéutica líquida, solución o emulsión que contiene el o los principios activos y aditivos cuyo vehículo es acuoso, alcohólico u oleoso, y se aplica exteriormente en fricciones.
- Polvos: Los polvos se obtienen por división sucesiva de productos sólidos y secos hasta partículas homogéneas de tamaño variable. Tras su fabricación son pasados por tamices que oscilan entre los 0.1 mm de apertura del enrejado (polvos muy finos) hasta 1 mm (polvos gruesos). Aplicados sobre la piel forman una capa finísima de propiedades refrescantes, vasoconstrictoras, antiinflamatorias y antipruriginosas. También protegen del roce entre superficies (pliegues) y ejercen protección mecánica. Los más famosos son los polvos de talco, que en dermatología se pueden asociar a otras sustancias como el óxido de zinc. También se cuenta con polvos de origen vegetal (almidón, licopodio), y en la industria cosmética se han utilizado ampliamente añadiendo pigmentos inócuos, del tipo de la eosina, bentonita, óxido de hierro o ictiol para pieles oscuras. El uso como pigmento del cinabrio se consideró tradicionalmente inocuo, pero su elevado contenido en mercurio han desaconsejado su uso como medicamento al inducir el envenenamiento por mercurio. Aunque se pueden fabricar polvos directamente con las propias sustancias activas, no es esto lo más recomendable, siendo mejor su incorporación a los polvos inertes citados anteriormente. Así, se pueden añadir sustancias del tipo de las sulfamidas, fungicidas (ciclopirox olamina, miconazol), anhidróticos (cloruro de aluminio), etc. Como inconveniente importante tiene el que no se deben de utilizar ante presencia de secreciones, pues la mezcla con el exudado o el pus forma una especie de cemento que favorece la infección, es irritante y dificulta la cicatrización.[9] Es especialmente desaconsejable la extendida utilización de polvos asociados a productos antipruriginosos en la varicela, donde pueden dejar cicatrices más intensas de lo habitual o la utilización de polvos de boro y ácido salicílico, muy extendidos por parte de la industria farmacéutica y de efectos no demostrados.[10]
- Pastas. Están compuestas por polvos y grasas a partes iguales, aunque si son demasiado espesas se puede reducir la parte correspondiente a los polvos, aumentando la cantidad correspondiente de grasa. En líneas generales las pastas son secantes, pero mantienen la piel suave y plegable, protegiendo de traumas mecánicos y permitiendo la transpiración. Están indicadas en procesos secos (dermatitis crónicas) o muy poco secretantes y en la prevención de las úlceras de decúbito, por su efecto protector. Pueden incorporar principios activos tanto en forma líquida como sólida. Sus contraindicaciones principales son las lesiones secretantes, infecciones y regiones pilosas. Se aplican extendiéndolas con una espátula y se retiran con aceite de oliva o vaselina líquida. En lugar de grasas sólidas se pueden usar aceites, dando lugar a pastas oleosas. Si a una pasta se le añaden líquidos (agua), nos encontramos ante una pasta acuosa o pasta refrescante.
- Geles: Respecto a los anteriores es de creación mucho posterior. Son emulsiones semisólidas de polímeros orgánicos (metilcelulosa, agar, gelatina, propilenglicol, galato de propilo, edetato disódico, carboxipolímero) en agua.[11] Se suele añadir hidróxido sódico o ácido clorhídrico para ajustar el pH. Son, pues, bases incoloras, claras, no grasas, miscibles con agua. Se pueden considerar como un sistema coloidal donde la fase continua es sólida y la dispersa es líquida. En esta fase líquida puede incorporar principios activos en solución. A temperatura ambiente son sólidos o semisólidos, fluidificándose al ser calentadas. Por su aspecto cosmético se suelen utilizar en zonas pilosas o estrechas (conducto auditivo externo, fosas nasales). Tras su aplicación desaparecen rápida y completamente.
- Champús: Forma galénica utilizada para el cuidado del cabello y del cuero cabelludo o para aplicar algún fármaco tópico como ketoconazol o Alquitrán de hulla.
- Colirios: Solución tópica con el principio activo aplicable a la superficie ocular. Debe ser totalmente transparente, estéril, isotónica y con un pH neutro o cercano a la neutralidad.[12]
- Colutorios y Enjuagues bucales: Son soluciones acuosas viscosas para el tratamiento tópico de afecciones bucales. Estrictamente un colutorio se diferencia de un enjuague bucal al no llevar viscosizantes y puede ser sólido (polvos o comprimidos) para diluir antes de usar.[13]
- Gotas óticas y nasales: Forma galénica para uso tópico consistente en un líquido acuoso u oleoso en el que van incorporados los principios activos y que se utilizan en el conducto auditivo externo o las fosas nasales respectivamente. Sus propiedades son similares a las de un colirio, salvo la exigencia de la esterilidad.[12]
- Espumas: Forma farmacéutica a base de una solución o suspensión que contiene el principio activo y que, gracias al dispositivo aplicador, convierte el líquido en espuma, facilitando su aplicación. Resultan especialmente útiles para aplicar productos en zonas pilosas.

### Formas inyectables
- Ampollas o viales inyectables: Contienen soluciones con el principio activo adaptado para ser administrado por vía parenteral, es decir, deben ser estériles, de pH y osmolaridad adecuadas. Podemos encontrar en el mercado presentaciones ya preparadas para ser administradas directamente como jeringas precargadas o plumas precargadas.
- Implantes medicamentosos: Son pequeños dispositivos que contienen la cantidad de principio activo para un período de tiempo prolongado y son introducidos bajo la piel para que liberen el medicamento de forma gradual. Son muy útiles para evitando olvidos en las tomas de medicamentos (por ejemplo, anticonceptivos) pero son más difíciles de aplicar y retirar que otras formas farmacéuticas.

### Formas transdérmicas
A diferencia de las formas tópicas, en este caso se busca que el principio activo administrado a través de la piel alcance un efecto sistémico en vez de local.
- Parches: Son formas farmacéuticas elaboradas con componentes plásticos o celulósicos, que contienen el principio activo, provistos de una superficie adhesiva que permite su mantenimiento sobre la piel durante el tiempo necesario para que el fármaco se libere y pase al torrente sanguíneo.

### Formas inhalatorias
- Inhaladores: Permiten la administración de principios activos a través del árbol respiratorio, generalmente buscando efectos locales como broncodilatación. Podemos encontrar en el mercado inhaladores presurizados, donde un gas propelente genera el aerosol que contiene el medicamento e inhaladores de polvo seco donde el propio paciente aspira el medicamento contenido en el dispositivo dosificador.

### Otras formas farmacéuticas
- Dispositivo Intrauterino (DIU): Son un tipo de implante que se coloca en el interior del útero. Existen versiones que liberan principio activo durante la vida útil del dispositivo con fines anticonceptivos.

### Innovaciones galénicas
La industria farmacéutica está continuamente desarrollando nuevas formas de hacer llegar el fármaco a su destino de la forma más rápida y eficaz. Al igual que el descubrimiento de nuevos fármacos, las formas galénicas están sujetas a patente de propiedad, pasando al cabo de un tiempo a dominio público. Así, por ejemplo, Norman Leo Henderson y Louis Nasir Elowe inventaron en 1969 las cápsulas de liberación prolongada con la patente 3427378. De esta manera, continuamente se están inventando sistemas, que basados en las fórmulas galénicas clásicas, aportan un plus de efectividad al producto comercial. Algunos ejemplos serían:
- Sistema OROS o de Microbomba osmótica: Es un sistemas que permite la liberación temporal controlada del fármaco. Está constituido por un reservorio que contiene el fármaco, formado por un núcleo sólido con capacidad osmótica. Rodeando el reservorio existe una membrana semipermeable que permite el paso del agua procedente del exterior del sistema. Cuando el comprimido entra en contacto con el jugo gastrointestinal, la penetración del agua produce la disolución del núcleo osmótico y la salida del medicamento por un orificio o zona de liberación. El tamaño del poro de la membrana semipermeable va a condicionar la mayor o menor entrada de agua y, por tanto, la velocidad de liberación del principio activo.[15]
- Sistema Filmtab.
- Sistema MUPS: En 1998 AstraZéneca desarrolló el sistema MUPS (Multiple Unit Pellet System) o Sistema Multigranular. La formulación de los comprimidos MUPS permite una liberación rápida de 1.000 a 2.000 unidades de principio activo con protección frente al ácido del estómago. Son más pequeñas que las unidades contenidas en una cápsula tradicional, se dispersan con facilidad y se disuelven en el intestino delgado ofreciendo una eficacia más predecible.[16]
- Liposomas: Los liposomas son vesículas extraordinariamente pequeñas compuestas principalmente por fosfolípidos organizados en bicapas. Estas vesículas contienen una fase acuosa interna y están suspendidas en una fase acuosa externa. Se utilizan básicamente para transportar los principios activos de una manera lo más selectiva posible. Dependiendo de su naturaleza, el fármaco se puede incorporar dentro del liposoma (si es hidrofílico) o en la bicapa liposomal (caso de los lipofílicos).[17] Las ventajas de esta forma galénica serían:
  - Aumento de la eficacia y disminución de la toxicidad del principio activo encapsulado.
  - Prolongación del efecto.
  - Mejor absorción, penetración y difusión.
  - Posibilidad de vías de administración alternativas.
  - Estabilización del principio activo.
- Sistema Flas: Es una forma sólida oral que tiene como propiedad que no hace falta deglutir el contenido, sino que se absorbe directamente en contacto con la cavidad bucal.
- Sistema Chronosphere.
- Gel Termoreversible: forma farmacéutica que permite que la preparación se mantenga en forma de solución líquida a temperaturas inferiores a 25 °C; en cambio a temperaturas próximas a 35 °C (cuando entra en contacto con el cuerpo humano) aumenta su viscosidad y la solución líquida se transforma en gel. Es ideal para uso en mucosas, ya que la forma líquida favorece la penetración pero al convertirse en sólido se evita el goteo y la deglución. Los laboratorios españoles SALVAT utilizan este sistema para algunos de sus productos de uso por vía nasal. [http://www.mpg.es/not724_Nasolina-la-soluci%C3%B3n-en-gel-termorreversible-para-la-cangesti%C3%B3n-nasal.html (enlace roto disponible en Internet Archive; véase el historial, la primera versión y la última).]

### Formas farmacéuticas utilizadas en homeopatía
- Glóbulos: Tradicionalmente conocidas como chochos en México, son pequeñas bolas de azúcar (85% sacarosa y 15% lactosa, cantidades que pueden cambiar según el fabricante) impregnadas con las diluciones homeopáticas. Se disuelven en la boca.
- Gránulos: Aunque también están fabricadas de sacarosa y lactosa, son más grandes que los glóbulos y se administran sublingualmente.

Ninguna de las dos formas farmacéuticas anteriores se emplean en medicina alopática